# Jan van Culant
Jan van Culant (tweede helft dertiende eeuw, †1295) of Johannes de Culento was proost van Sint-Donaas in Brugge en kanselier van Vlaanderen.
Jan van Culant of Jean de Culant behoorde tot een Franse adellijke familie.
Het is waarschijnlijk dat hij rond 1287 proost werd. 
Hij was eigenaar van een huis in Brugge, gelegen ten zuidwesten van de Sint-Pietersbrug, dit is tussen de Waterhalle en het domein van het Proosse, waarvoor hij wegens geleden schade een vergoeding van de stad Brugge ontving. Of misschien ging het om de residentie van de Proost.
Toen hij pas proost was geworden werd tussen hem en het kapittel geprocedeerd over de wederzijdse rechten en plichten wat betreft de uitoefening van rechtsmacht en het innen van belastingen. Er kwam een college van scheidsrechters aan te pas bestaande uit de deken van Sint-Donaas, de proost van het Onze-Lieve-Vrouwkapittel in Rijsel en drie kanunniken van Sint-Donaas. 